# Uromedina caudata
Uromedina caudata là một loài ruồi trong họ Tachinidae.